# Atimia truncatella
Atimia truncatella es una especie de escarabajo longicornio del género Atimia, tribu Atimiini, subfamilia Lamiinae. Fue descrita científicamente por Holzschuh en 2007.
La especie se mantiene activa durante los meses de mayo y junio.

## Descripción
Mide 7,2-8,7 milímetros de longitud.

## Distribución
Se distribuye por China.